# ليونتاري
ليونتاريون (Λεοντάριον) هي قرية في فويوتيا في مقاطعة كينتريكي إلادا في اليونان.